# Varize
Varize é uma comuna francesa na região administrativa do Centro, no departamento Eure-et-Loir. Estende-se por uma área de 13,85 km². Em 2010 a comuna tinha 203 habitantes (densidade: 14,7 hab./km²).